# GUAM

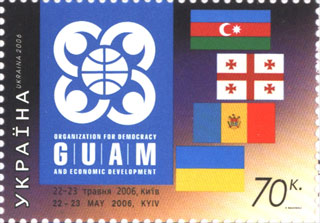
GUAM:s logotyp på ett ukrainskt frimärke som högtidlighåller organisationens möte i Kiev 22–23 maj 2006.

GUAM, (engelska: GUAM Organization for Democracy and Economic Development, ryska: Организация за демократию и экономическое развитие – ГУАМ, GUAM Organisationen för demokrati och ekonomisk utveckling) är en mellanstatlig organisation för stater i sydöstra Europa: Georgien, Ukraina, Azerbajdzjan och Moldavien. Organisationen bildades 1997 av stater som ville ha ett närmare samarbete sinsemellan än det inom Oberoende staters samvälde (OSS). Organisationen ville också skapa en motvikt mot Ryska federationens dominerande roll inom OSS.
Namnet består av medlemsstaternas initialer. Mellan 1999 och 2005 var även Uzbekistan medlem och då hette organisationen GUUAM.

## Medlemmar
Nuvarande medlemmar:
- Azerbajdzjan
- Georgien
- Moldavien
- Ukraina

Tidigare medlemmar:
- Uzbekistan

Observatörer:
- Turkiet
- Lettland

## Källhänvisningar
1. ↑  "GUAM". NE.se. Läst 31 december 2014.